# Cantinas escolares en España
Las cantinas escolares fueron instituciones de tipo benéfico que proporcionaban alimentos gratuitos a los niños necesitados a lo largo del curso escolar. Comenzaron su actividad a principios del siglo XX en España.

## Periodo anterior a la guerra civil
A finales del siglo XIX y principios del  siglo XX, España era un país con deficiencias en todos los ámbitos sociales.
En términos de salud tenía altas tasas de natalidad y de mortalidad, sobre todo en el grupo de menores de cinco años.  
El hambre crónica, las graves carencias nutricionales y la morbilidad y la mortalidad generada por esta situación hizo que los higienistas comenzaran a desarrollar una nueva salud pública.
Estos cambios dieron soporte a un programa de regeneración social donde la cuestión sanitaria y alimentaria se convirtieron en un tema central.  
La iniciativa inicial fue filantrópica y la implantación en España fue tardía respecto de otros países como Alemania (1875): Inglaterra (1879) o Francia (1880).
Fue  impulsada por el movimiento regeneracionista, de creciente interés por la infancia, la higiene y sanidad escolar. Sirvió de estímulo para interesar a poderes públicos y movimientos colectivos en la nutrición.
La primera cantina escolar en España se inauguró  en Madrid  en 1901.  fruto de la implicación de profesoras de la Asociación de Caridad Escolar. Le siguieron las de León, San Sebastián y Pamplona (1908).
Destacaron Carmen Rojo, directora de la Escuela Central Normal de maestras, y Matilde García del Real, Inspectora de las Escuelas de Madrid.
A finales de 1902 había en Madrid cuatro cantinas. Hasta 1905, se proporcionaron a los niños más de 200 000 raciones, si bien inicialmente no incluían más que vegetales. 
En 1909 se empezó a implicar presupuestariamente el Ayuntamiento de Madrid.
Para 1917, se registraban 144 cantinas escolares en todo el país, sostenidas con fondos públicos o iniciativas privadas.
Tras esta primera etapa donde la iniciativa filantrópica fue esencial para la creación, mantenimiento y funcionamiento de las cantinas, se produjo su progresiva asunción pública.
Las cantinas modificaron su concepción de instituciones benéficas y en 1931, el Gobierno republicano decidió integrarlas en la obra educativa de la escuela y decretó que los consejos locales de primera enseñanza crearan cantinas en cuantas escuelas fuera posible y se sostuvieran con las subvenciones del Estado y municipios, además de donativos, colectas y suscripciones.
Aunque se continuó reconociendo la condición de «Asociación benéfico-docente de carácter particular», desde el ámbito gubernamental se realizó un importante esfuerzo presupuestario para su mantenimiento.
Por otra parte, en un intento por regular su actividad y conseguir sus objetivos, se intensificó la reglamentación sobre las cantinas. Para que las subvenciones llegaran al mayor número posible se creó en el Ministerio de Instrucción Pública y Bellas Artes una Comisión Central de Colonias, Cantinas y Roperos Escolares, encargada de la distribución del presupuesto, de normativizar la concesión de ayudas y de inspeccionar que cumplieran su «alta función educadora».
En 1935 el Ministerio resolvió que en toda escuela nacional de primera enseñanza habría de existir una comisión protectora y los inspectores de primera enseñanza debían comprobar, no solo la inversión de los fondos, sino también el programa de alimentación y la selección de alumnos beneficiarios.
En consonancia con el desarrollo que estaba alcanzando la nutrición comunitaria , la supervisión sanitaria de las cantinas recayó en los médicos de asistencia pública domiciliaria, en aquellos casos en los que no existía la figura del inspector médico escolar de distrito. 
Estas iniciativas encaminadas a conseguir la institucionalización pública del modelo de cantinas se vieron afectadas por la guerra civil, período durante el cual únicamente se otorgaron subvenciones para organización y mantenimiento de servicios básicos, dotación de enseres y menaje imprescindible y para hacer frente a los gastos de alimentación de la infancia evacuada.[

## Periodo posterior a la guerra civil
La alimentación escolar durante el franquismo tuvo un antes y un después con la promulgación de la Ley de Educación Primaria de 1945. Durante los primeros años de posguerra se produjo un importante deterioro nutricional de la población , sin embargo, aunque el Estado continuó subvencionando con cantidades variables las cantinas, el presupuesto asignado disminuyó en relación con el período anterior.
El 17 de julio de 1945 se promulgó la Ley de Educación Primaria, y en ella se intentó recoger las iniciativas que tenían como objetivo proteger a la infancia.
Fue a partir de este momento, cuando la gestión, coordinación y mantenimiento de las cantinas o comedores pasó a ser asumida plenamente por la iniciativa pública.
Como consecuencia del desarrollo de dicha Ley, en 1952 se creaba el «Servicio de Protección de la Alimentación Escolar Infantil» con el objeto de «perfeccionar en todos los aspectos la nutrición de los alumnos de las escuelas nacionales y de orientar debidamente los comedores escolares sostenidos por el Ministerio de Educación Nacional, así como instruir a las familias en orden a la alimentación de sus hijos». 
Dos años más tarde, en 1954  se firmó un convenio entre Unicef y el Gobierno Español, organizándose unos programas de ayuda UNICEF destinadas a niños, adolescentes, mujeres embarazadas y lactantes. Dicho convenio permanecería en vigor durante el tiempo necesario para que los planes de operaciones pudieran llegar a ejecutarse.
Ese mismo año se creó la Comisión Interministerial para el Auxilio Internacional a la Infancia (CIAII) en el Ministerio de Asuntos Exteriores . La CIAII sería la encargada de la ejecución práctica del convenio, la preparación y elaboración de los planes de operaciones y la utilización y distribución de los artículos que el Fondo facilitara. 
Fruto de la labor de la CIAII, a lo largo de las décadas de 1950 y 1960 se fueron aprobando e implantando diversos programas nacionales: el de productos lácteos pro bienestar infantil y social; el de educación en alimentación y nutrición (EDALNU), el de sanidad (centro de prematuros, rehabilitados, tracoma, etc.), el de ayuda social americana, etc, todos relacionados con los planes de operaciones suscritos con los Organismos Internacionales UNICEF, FAO y la National Catholic Welfare Conference (NCWC).